# شوجو كوهارا
شوجو كوهارا (باليابانية: 小原 章吾) (2 نوفمبر 1982 في يوكوهاما في اليابان – )؛ هو لاعب كرة قدم ياباني سابق كان يلعب كمدافع.

## وصلات خارجية
- شوجو كوهارا على موقع رابطة كرة القدم اليابانية للمحترفين (اليابانية)
- شوجو كوهارا على موقع قاعدة بيانات كرة القدم.إي يو (الإنجليزية)
- شوجو كوهارا على موقع Soccerway.com (الإنجليزية)
- شوجو كوهارا على موقع عالم كرة القدم.نت (الإنجليزية)
- شوجو كوهارا على موقع كووورة